# Reichsidee

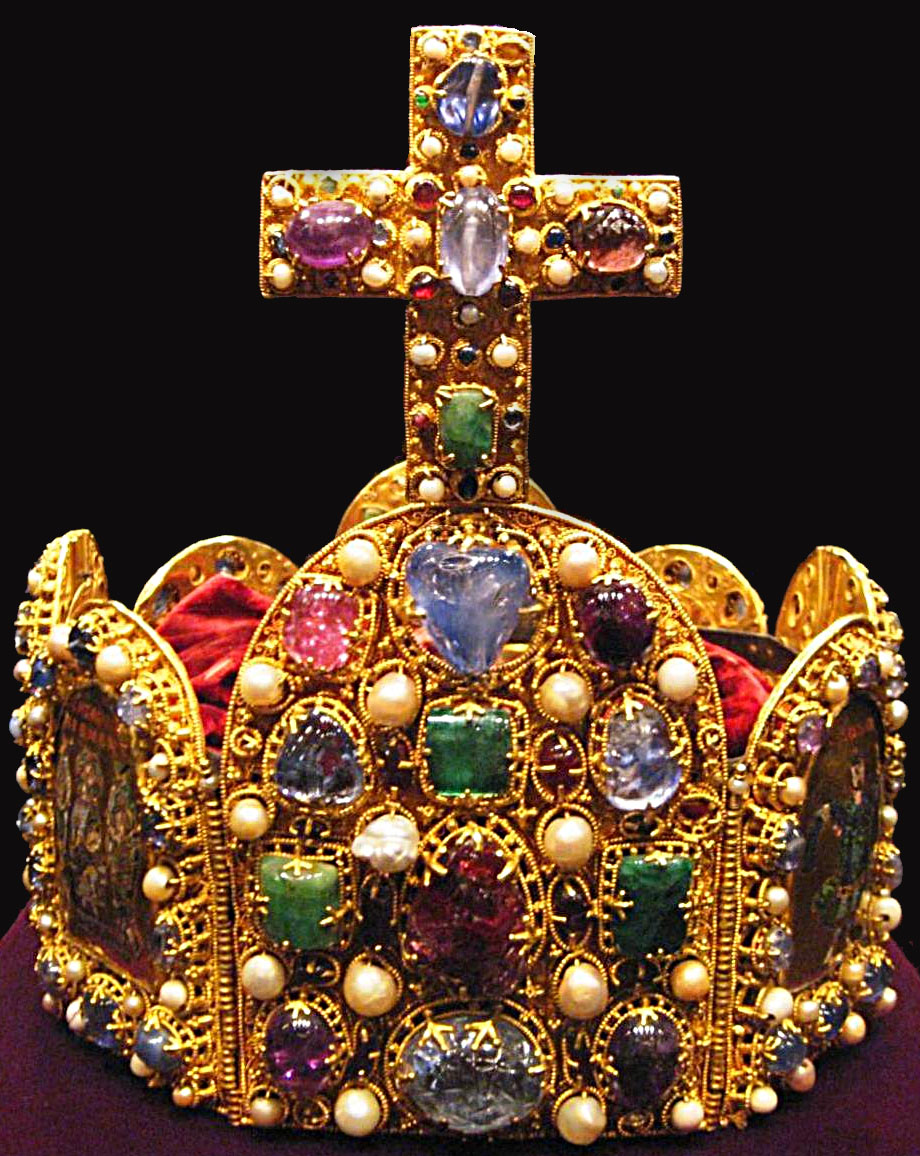
Die Reichskrone – Symbol der Reichsidee des Heiligen Römischen Reiches

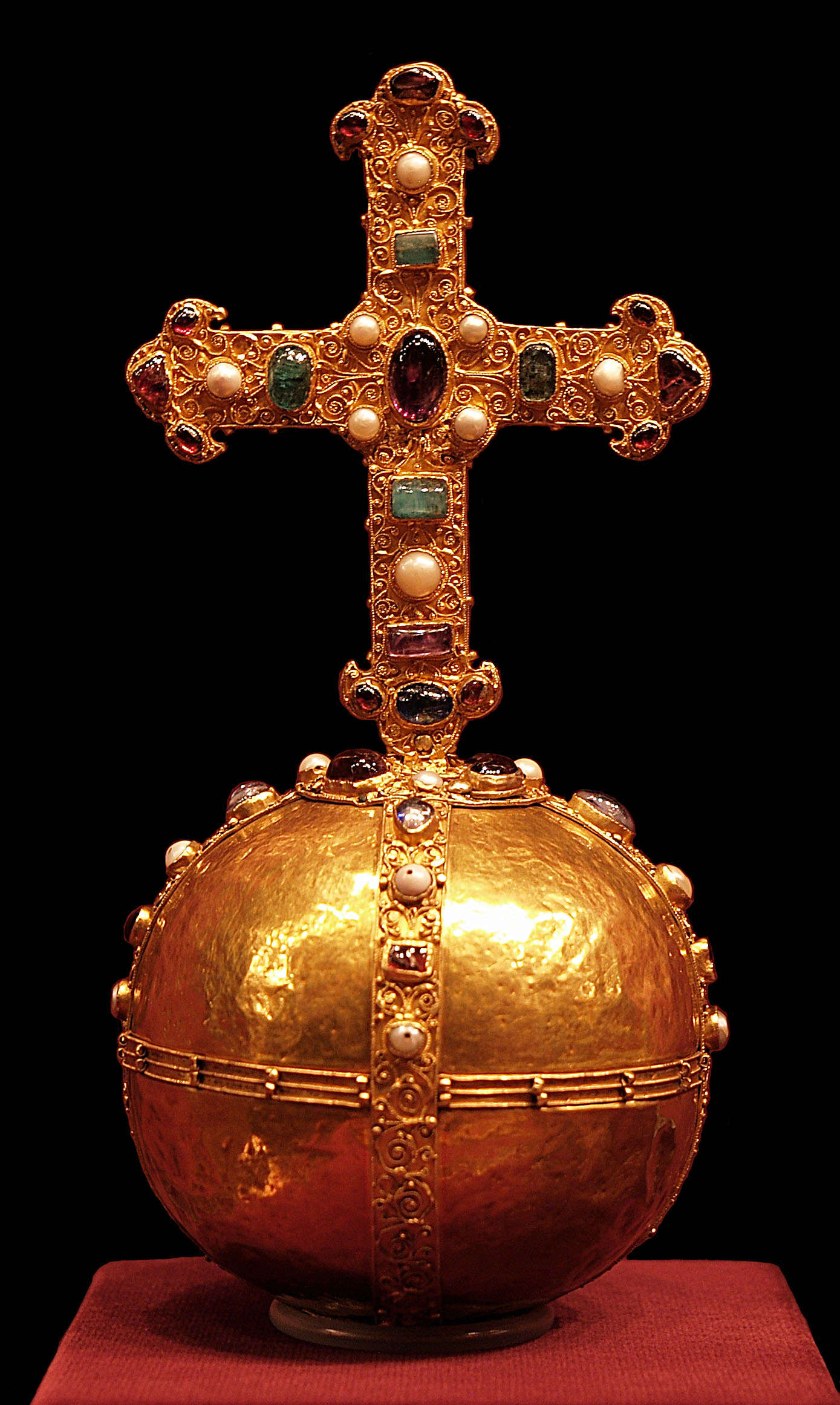
Der Reichsapfel des Heiligen Römischen Reichs – Symbol der universalen christlichen Weltherrschaft

Die Reichsidee ist das Konzept einer übernationalen (hier im Sinne von über den Völkern oder Nationen stehend) Herrschaft über ein Reich. Ein solches Reich ist nicht zwingend auf ein einziges Territorium beschränkt und kann als Klammer zwischen verschiedenen Völkern dienen, zumal sich die Konzeption der Reichsidee in der Regel auf ein Universalreich bezieht. Aus religiöser Sicht waren solche Konzepte zumeist von der Vorstellung des Gottesgnadentums getragen, wonach der Herrscher durch Gott oder göttliches Recht in sein Herrscheramt eingesetzt sei. Auf der Grundlage dieser ideellen Kerngedanken konnten die konkreten politischen Programme von Herrscher zu Herrscher variieren.

## Geschichte
Ihren Ursprung hat die universale Reichsidee in der Antike im (Imperium Romanum). Mit dem Reichsgedanken waren die Idee der Befriedung (Pax Romana) und der Anspruch auf die Beherrschung des Erdkreises verbunden (Universalherrschaft).
In der Spätantike wurde die Reichsidee auf das nunmehr christianisierte Imperium übertragen (Imperium Christianum), das die christlichen Völker in überstaatlicher Einheit unter einem Kaiser als Statthalter Gottes zusammenschließen sollte. In diesem Zusammenhang wurde aufgrund der Vier-Reiche-Lehre die Ansicht vertreten, dass das römische Imperium das letzte Reich der Geschichte sei. Mit dem Untergang des weströmischen Reiches 476 erlosch die Reichsidee nicht, sondern blieb im oströmischen Reich weiter lebendig. Auch die Germanenherrscher im Westen, die infolge der Völkerwanderung dort eigene Reiche gegründet hatten, akzeptierten die allgemeine Vorherrschaft des oströmisch-byzantinischen Kaisers wenigstens formal.
Seit Mitte des 8. Jahrhunderts wurde unter maßgeblicher Beteiligung der karolingischen Hofschule Alkuins und des Papsttums im Frankenreich eine an die römische Reichsidee angelehnte Vorstellung ins Leben gerufen. Mit der Kaiserkrönung des Frankenkönigs Karl im Jahre 800 erfolgte in diesem Sinne die Übertragung des Kaisertums auf das Frankenreich (Translatio Imperii), wenngleich es immer noch einen Kaiser im Osten gab, der seinen Anspruch auch nicht aufgab (Zweikaiserproblem). Im Westen wurde nun jedoch die Idee eines erneuerten „römischen Kaisertums“ vertreten. Im Jahre 962 wurde dann mit der Kaiserkrönung Ottos I. das Kaisertum auf die „Deutschen“ übertragen, wenn auch damals kein nationales Selbstverständnis im heutigen Sinn existierte und das Kaisertum stets als supranationale, universale Institution aufgefasst wurde. In dieser Hinsicht implizierte die Translatio Imperii eine Reichsauffassung, nach der das Reich weniger als territorialer Begriff zu begreifen war, sondern als imperium übergreifend wirkte.
Im mittelalterlichen Heiligen Römischen Reich bildete die Reichsidee und die ihr zugehörige Verbindung von Kaisertum und Kirche (wenngleich es auch hier oft zu Konflikten kam) die Grundlage des Vorherrschaftsanspruchs innerhalb der (westlichen) Christenheit. Dieser Anspruch war jedoch zumeist weniger machtpolitisch als vielmehr ideell begründet und bedeutete, dass dem Kaiser, der sich in der Nachfolge der römischen Kaiser sah, eine besondere Vorrangstellung zustand und dem Imperium eine heilsgeschichtliche Bedeutung zugesprochen wurde. Das Konzept eines christlichen Reiches, welches alle Christen in seiner Obhut vereine, hatte Paulus vorweggenommen. Er stellte es den Postulaten eines alttestamentlichen mosaischen Gesetzes und eines heidnischen Naturgesetzes gegenüber.
Durchweg erfuhr die Idee des Reichs im Mittelalter eine zunehmend inhaltliche Aufladung durch die Religion. Die christliche Theologie, beispielsweise Joachim von Fiore, formulierte den in der Offenbarung des Johannes prophezeiten Gedanken der Errichtung des Reichs Gottes, eines Himmlischen Jerusalems auf Erden, welcher sich im christlichen Reich des Abendlandes manifestieren solle. Ab dem 13. und 14. Jahrhundert wurde der Reichsidee, etwa durch die Herrschaftsauffassung des französischen Königs Ludwig IX., zunehmend die Idee der von jeglicher Oberherrschaft souveränen Monarchie entgegengestellt, womit ein Vorläufermodell für die spätere Idee der Nationalstaaten geschaffen war. Die päpstliche Dekretale Per Venerabilem aus dem Jahre 1202 hatte hierzu einen frühen Beitrag geleistet; darin war das Königreich Frankreich explizit von jeglicher Form kaiserlicher Oberherrschaft ausgenommen worden. Mit dem Ende der Staufer nahm die Bedeutung des Kaisertums und des Imperiums erneut stark ab, wovon Frankreich profitierte. Erst Heinrich VII., der 1312 zum Kaiser gekrönt wurde und in Schreiben die Größe des universalen Imperiums beschwor, leitete eine gewisse Renovatio imperii ein. Allerdings blieb der Einfluss des Kaisertums weiterhin stark beschränkt und die Machtstellung des Heiligen Römischen Reiches in Europa schwand immer mehr dahin.
Trotz des Niedergangs der politischen Macht des Kaisertums und der zunehmenden Territorialisierung des Reiches blieb die Reichsidee erhalten, bis Napoleon 1806 die Auflösung des Heiligen Römischen Reichs erwirken konnte. In den Jahren darauf lebte die Reichsidee in der Auseinandersetzung um die deutsche Frage in Favorisierung einer „großdeutschen Lösung“ fort, die aber nicht verwirklicht wurde. Die schließlich verwirklichte „Kleindeutsche Lösung“ entfernte sich von ihrer ursprünglichen übernationalen Wirkung; im „Dritten Reich“ wurde die Reichsidee dann zur Rechtfertigung der Rassen- und der Expansionspolitik missbraucht.